# Cabrera-Wühlmaus

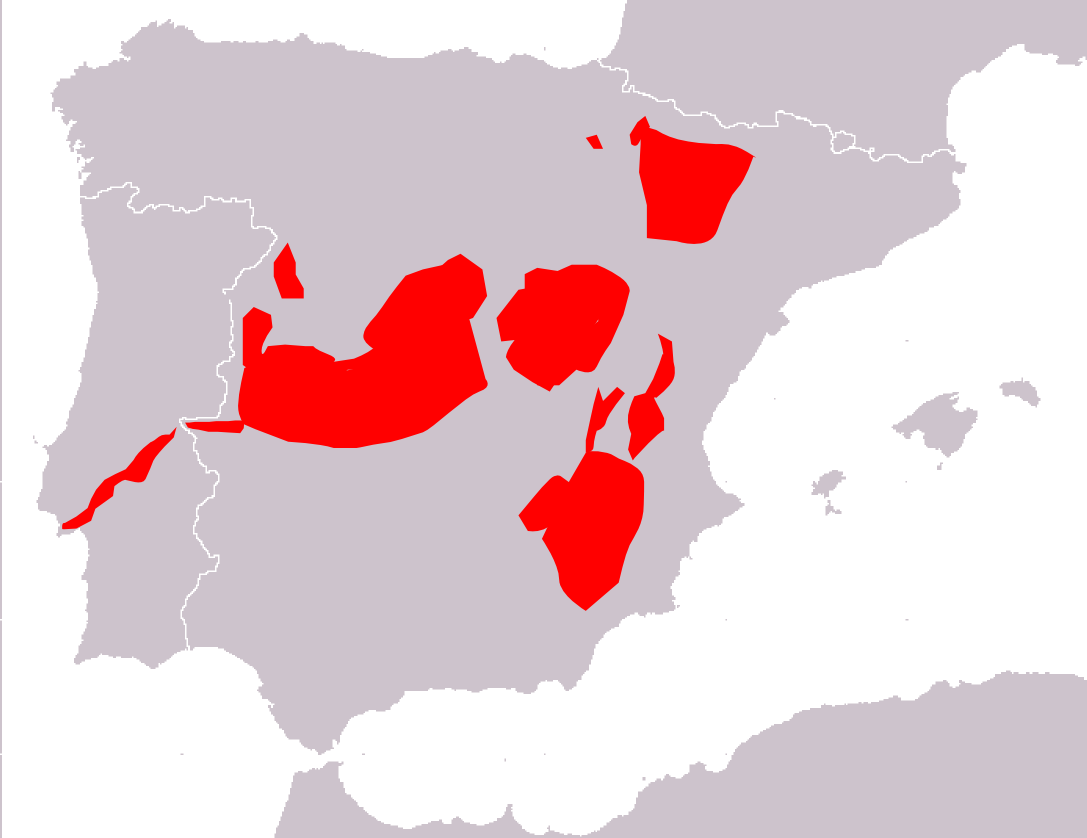
Grobe Skizze des Verbreitungsgebiets

Die Cabrera-Wühlmaus (Microtus cabrerae) ist ein auf der Iberischen Halbinsel verbreitetes Nagetier in der Gattung der Feldmäuse. Die Art zählt laut Mammal Species of the World (2005) zur Untergattung Microtus. Andere Werke sehen eine nähere Verwandtschaft zur im Pleistozän ausgestorbenen Art Microtus brecciensis und zu Feldmäusen der Nearktis.
Die Art ist nach dem spanisch-argentinischen Zoologen Ángel Cabrera Latorre benannt.

## Merkmale
Erwachsene Exemplare erreichen eine Kopf-Rumpf-Länge von 100 bis 135 mm, eine Schwanzlänge von 30 bis 52 mm sowie ein Gewicht von 30 bis 78 g und sind durch einen gedrungenen Körperbau gekennzeichnet. Sie besitzen kleine Augen und Ohren, die etwas aus dem Fell ragen. Das weiche und dichte Fell der Oberseite hat vorwiegend eine braune Farbe. Einige verstreute schwarze Deckhaare mit weißen oder hellbraunen Spitzen sind vorhanden. Die Unterseite ist mit gelbbraunem bis cremefarbenen Fell bedeckt. Beim Schwanz ist die Unterseite nur undeutlich heller und Weibchen besitzen vier paarige Zitzen auf der Brust sowie vier paarige Zitzen im Leistenbereich.

## Verbreitung
Diese Feldmaus hat mehrere disjunkte Populationen in Portugal und Spanien. Sie lebt im Flachland und im Gebirge bis 1500 Meter Höhe. Die Exemplare bewohnen Weideflächen, Waldlichtungen, Feldränder, Straßensäume und andere Grasflächen. Verglichen mit der gewöhnlichen Feldmaus werden feuchtere Regionen in der Nähe von Wasserläufen und Teichen aufgesucht.

## Lebensweise
Im Winter ist die Cabrera-Wühlmaus eher tagaktiv, während sie im Sommer in der Dämmerung auf Nahrungssuche geht. Sie frisst Blätter, Stängel und Samen von unterschiedlichen Pflanzen, die mit Insekten komplettiert werden. Typische Nahrungspflanzen sind Süßgräser (vorzugsweise Trespen), Sauergrasgewächse, Binsengewächse und Liliengewächse.
Die Reviere von Männchen und Weibchen liegen dicht beieinander und überlappen sich (außer zwischen Männchen), was einer Kolonie gleicht. Die Tiere markieren ihr Territorium mit Kot und Urin. Es werden hauptsächlich monogame Paare gebildet. Grundsätzlich können sich Weibchen zu allen Jahreszeiten paaren, wobei die Fortpflanzungsrate im heißen Sommer abnimmt. Mütter bauen fünf bis sechs Tage vor der Geburt das Nest für die Aufzucht der Nachkommen. Ein Wurf besteht aus 3 bis 5 Neugeborenen. Diese wiegen anfänglich 2,9 bis 3,4 g, sind blind, taub und nackt. Durchschnittlich öffnen sie ihre Augen nach zwölf Tagen und einen Tag später beginnen sie mit fester Nahrung. Jungtiere erhalten etwa 15 Tage Muttermilch.

## Gefährdung
Eine intensive Landwirtschaft, die das bevorzugte Habitat in kleine Flächen aufteilt, ist die größte Bedrohung für den Bestand. Weiterhin wirkt sich Überweidung negativ aus. Die Qualität von Wasserstellen nimmt aufgrund von Trockenheit und Schadstoffzufuhr ab. Vermutlich ist das gesamte Verbreitungsgebiet nicht viel größer als 2000 km². Die Cabrera-Wühlmaus wird von der IUCN in der Vorwarnliste (near threatened) geführt.